# Ignaz Dienstl
Ignaz Dienstl (* 5. Februar 1883 in Stögersbach; † 15. April 1948 in Großhaslau) war ein österreichischer Politiker und Landwirt. Dienstl war von 1934 bis 1938 Abgeordneter zum Landtag von Niederösterreich.
Dienstl war beruflich als Landwirt in Großhaslau tätig. Während der Zeit des Austrofaschismus vertrat Dienstl den Stand der Land- und Forstwirtschaft zwischen dem 22. November 1934 und dem 12. März 1938 im Niederösterreichischen Landtag. 